# Hjertøya
Hjertøya est une île de la commune de Molde (Norvège), située à 10 minutes au sud du centre-ville. Elle fait partie de l'archipel de Molde.

## Description
L'île mesure environ 3 km de longueur et sa superficie est de 0,42 km2. Hjertøya est très utilisée pour les activités de plein air et des bateaux s'y rendent depuis le centre de Molde de juin à août. Sur l'île se trouve le musée de la Pêche, qui est rattaché au musée du Romsdal.
Le peintre allemand Kurt Schwitters a vécu sur l'île pendant les années 1930.